# Рогат кракс
Рогат кракс (Pauxi unicornis) е вид птица от семейство Cracidae. Видът е критично застрашен от изчезване.

## Разпространение
Видът е разпространен в департаментите Кочабамба и Санта Круз в Боливия.